# Terrängbil 14/15
Terrängbil 14 (Tgb 14), Terrängbil 15 (Tgb 15) och Flygunderhållsbil (FUHBIL) är en serie av terrängbilsversioner från Mercedes-Benz inom Försvarsmakten. Modellerna är baserade på den militära versionen Geländewagen 461. 

## Historik
Redan 1993 började Försvarsmakten använda sig av Mercedes Geländewagen, vilka började användas av flottans markorganisation. Men snart uppstod ett behov av ett tjänstefordon vid Svenska utlandsstyrkan. De första fordonen som användes av försvaret var civila fordon som inte var anpassade för de svenska förhållandena, då de bland annat saknade rostskydd. Fordonet kom att benämnas som Personterrängbil 5 (Ptgb 5) inom Försvarsmakten och baserades på modellerna MB 290/T (1994) MB 290GD (2000) och MB 270 CDI (2005).
Den 22 februari 2011 ingick Försvarets materielverk (FMV) och det norska Försvarets logistikorganisation (FLO) ett ramavtal med det tyska företaget Daimler AG. För Försvarets materielverk omfattade avtalet en inledande beställning på 105 Mercedes Geländewagen 300 CDI samt tillhörande underhållssystem. Med beställningen påbörjades processen med ersätta terrängbil 11/13 och terrängbil 20 som nyttofordon samt patrullbil inom försvarets samtliga förbandstyper. År 2013 följdes den första beställningen upp med ett avrop på 535 lätta patrullbilar av olika versioner. Värdet på beställningen uppgick till över 100 miljoner kronor. Därmed kom samtidigt fordonssystemet att benämnas Terrängbil 14 (Tgb 14) och Terrängbil 15 (Tgb 15). Inför budgetåret 2014 anslog regeringen ekonomiska medel för att anskaffa 50 fordon av versionen 1522. År 2017 levererades de 50 terrängbilarna till Försvarsmakten.
Den 18 februari 2020 meddelade FMV genom ett pressmeddelande att man ingått ett avtal med Mercedes-Benz AG om ytterligare 90 fordon av typen Terrängbil 15, detta till ett värde om dryga 200 miljoner kronor. Fordonen kommer levereras åren 2020–2022 och kommer utgöra klargöringsfordon i flygvapnet och kommer att fördelas på stridsflygkompanierna och helikopterskvadronerna för betjäning av Försvarsmaktens flyg- och helikopterförband. Fordonet kommer därmed ersätta flygvapnets nuvarande klargöringsfordon, Klargöringsbil 9711/9712, även känd som "Dallas". Den 16 juni 2021 genomfördes en ceremoni vid Flygstaben där brigadgeneral Ingela Mathiasson från FMV formellt överlämnade det nya klargöringsfordon till Försvarsmakten, vilka mottogs av Flygvapenchefen generalmajor Carl-Johan Edström. I december 2021 gjordes den första leveransen till flygvapnet av de första klargöringsfordonen, vilka benämns i Försvarsmakten som Flygunderhållsbil, med förkortningen FUHBIL FPL för flygplan, eller FUBIL HKP för helikopter.

## Versioner
Tgb 141A/T (M5138-141011)
Fyrhjulsdrivet (4x4) fordon utan skalskydd.
Tgb 1411 SPS/T (M5138-141111)
Min- och splitterskyddat fyrhjulsdrivet (4x4) fordon
Tgb 152T (M5138-152011)
Sexhjulsdrivet (6x6) fordon utan skalskydd.
Tgb 1511
Prototyp som fjärrspaningsterrängbil (6x6), endast en beställd.
Tgb 1522T (M5138-152211)
Min- och splitterskyddat sexhjulsdrivet (6x6) fordon. Terrängbil 152 6x6 har en kort hytt och en flakpåbyggnad baktill. Modellen har taklucka och vapenintegration på taket.
FUHBIL FPL (M5190-972111)
Min- och splitterskyddat sexhjulsdrivet (6x6) fordon
FUHBIL HKP (M5190-972211)
Min- och splitterskyddat sexhjulsdrivet (6x6) fordon

## Galleri

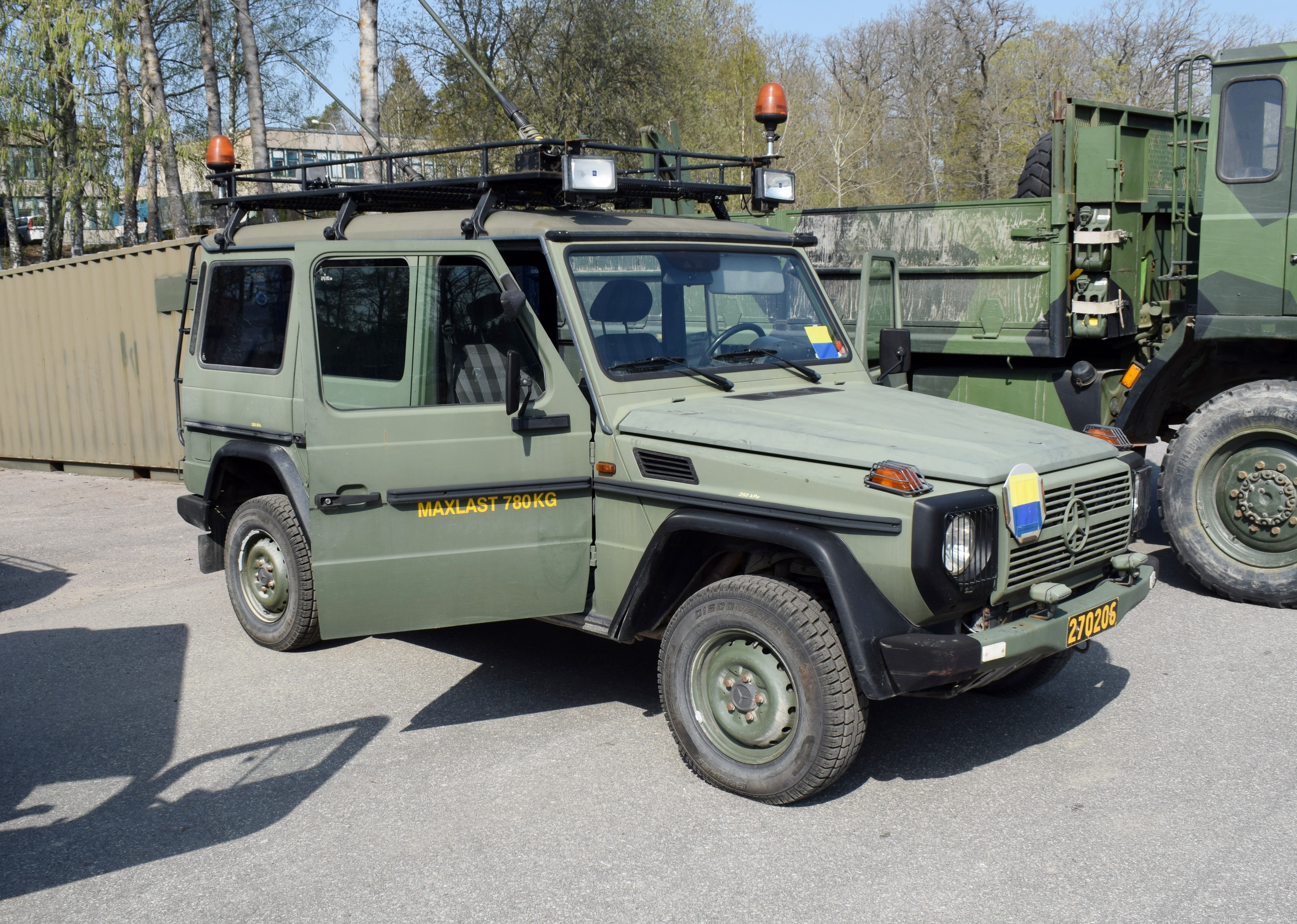
Terrängbil 141A, ursprungligen en Personterrängbil 5
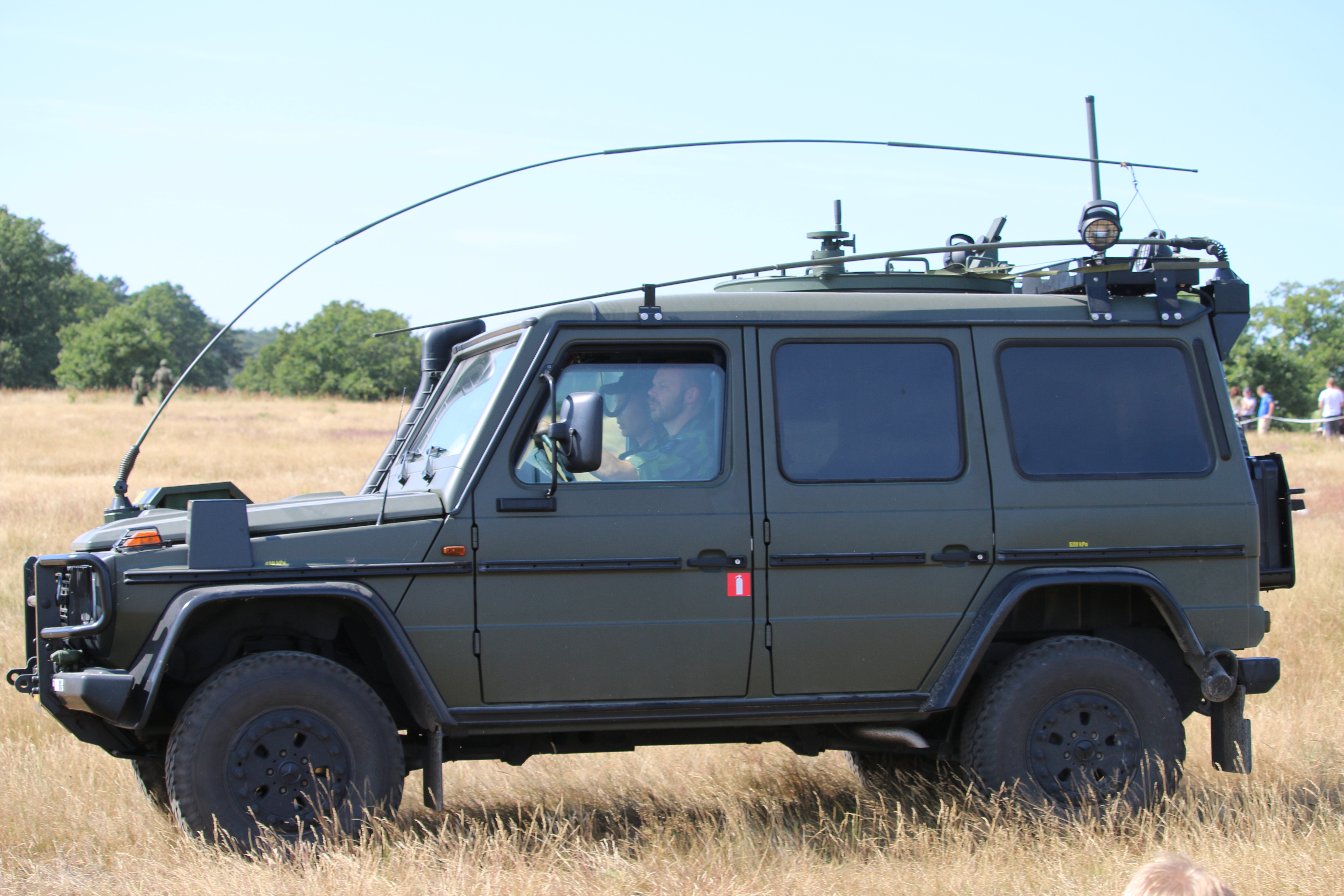
Terrängbil 14, utrustad som patrullbil
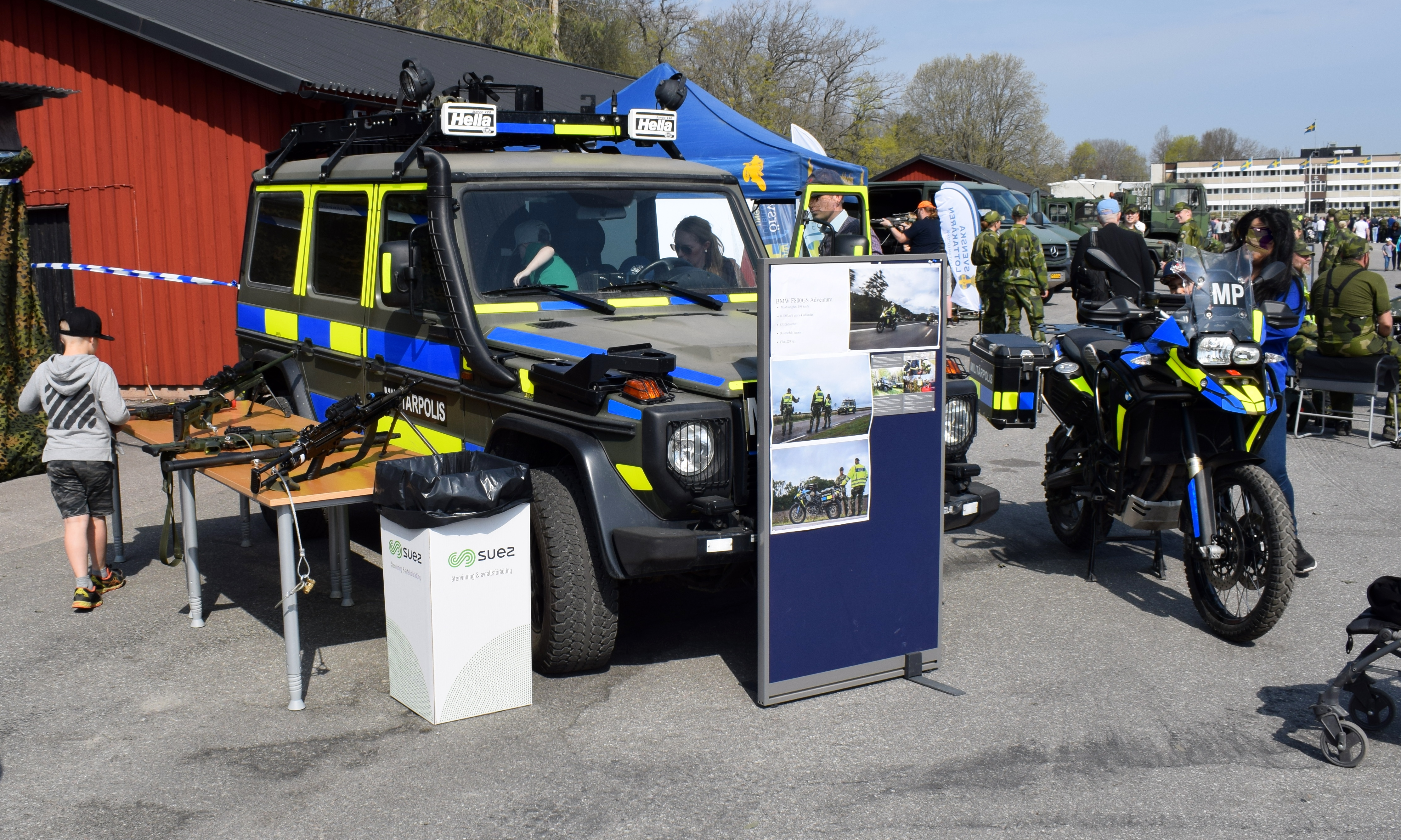
Terrängbil 14 utrustad som militärpolisfordon
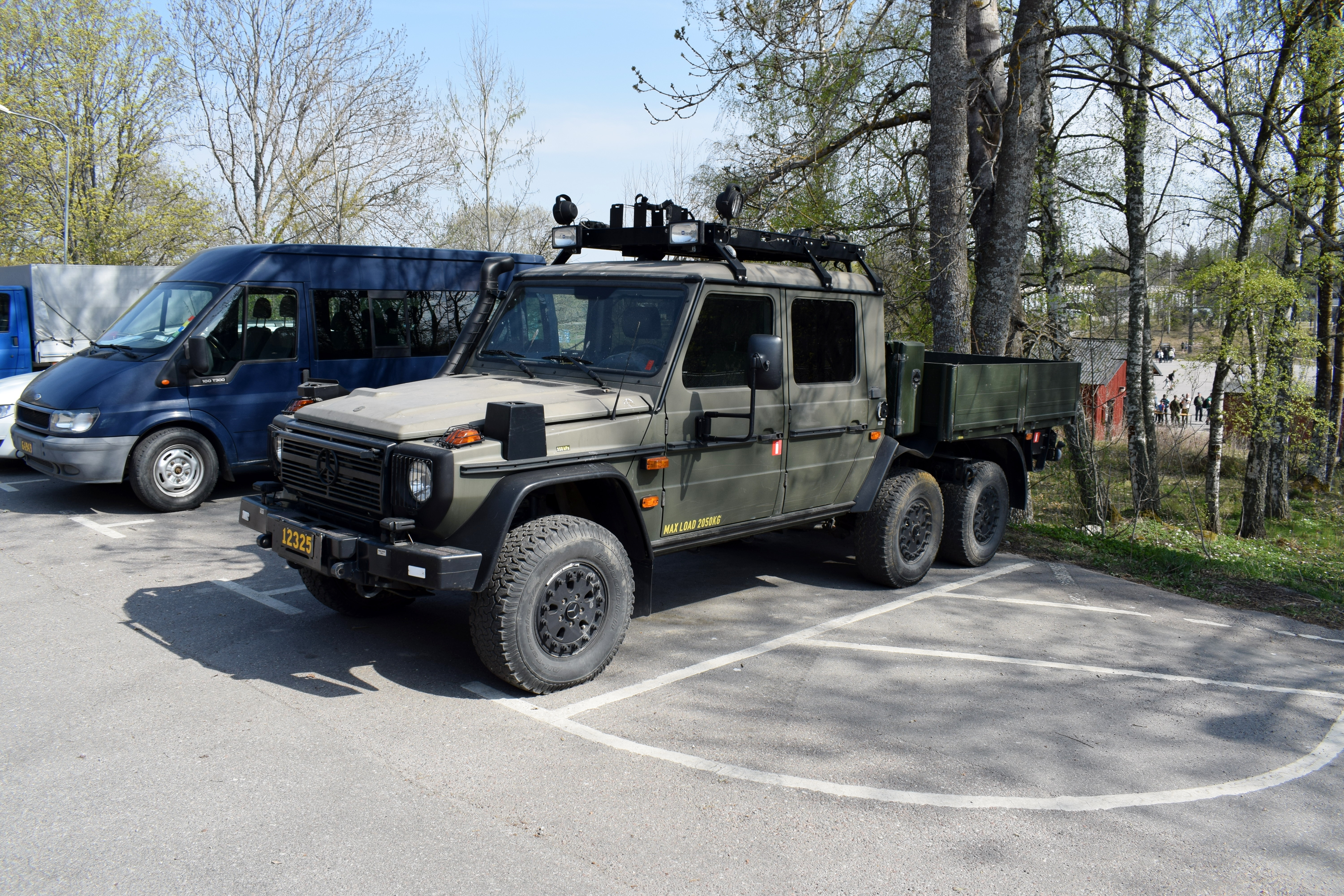
Terrängbil 15